# Lijst van nieuw beschreven zoogdieren (2005)
Dit is een lijst van nieuw beschreven zoogdieren uit 2005. De term "zoogdieren" omvat hier ook de overige "Mammaliaformes" (Docodonta, Haramiyida, Morganucodonta en enkele andere geslachten).

## Fossiele hogere taxa
| Naam             | Auteur                                    | Referentie | Commentaar |
| ---------------- | ----------------------------------------- | --- | ---------- |
| Asionyctiinae    | Missiaen & Smith, 2005                    | Missiaen, P. & Smith, T. 2005. A new Paleocene nyctitheriid insectivore from Inner Mongolia (China) and the origin of Asian nyctitheriids. Acta Palaeontologica Polonica 50 (3): 513-522.                                                                                          |            |
| Fruitafossoridae | Luo & Wible, 2005                         | Luo, Z.-X. & Wible, J.R. 2005. A Late Jurassic digging mammal and early mammalian diversification. Science 308: 103-107. |            |
| Georgiacetinae   | Gingerich, Zalmout, Ul-Haq & Bhatti, 2005 | Gingerich, P.D., Zalmout, I.S., Ul-Haq, M. & Bhatti, M.A. 2005. Makracetus bidens, a new protocetid archaeocete (Mammalia, Cetacea) from the early middle Eocene of Balochistan (Pakistan). Contributions from the Museum of Paleontology, University of Michigan 31 (9): 197-210. |            |
| Hahnotheriidae   | Butler & Hooker, 2005                     | Butler, P.M. & Hooker, J.J. 2005. New teeth of allotherian mammals from the English Bathonian, including the earliest multituberculates. Acta Palaeontologica Polonica 50 (2): 185-207.                                                                                            |            |
| Kermackodontidae | Butler & Hooker, 2005                     | Butler, P.M. & Hooker, J.J. 2005. New teeth of allotherian mammals from the English Bathonian, including the earliest multituberculates. Acta Palaeontologica Polonica 50(2):185-207.                                                                                              |            |
| Makaracetinae    | Gingerich, Zalmout, Ul-Haq & Bhatti, 2005 | Gingerich, P.D., Zalmout, I.S., Ul-Haq, M. & Bhatti, M.A. 2005. Makracetus bidens, a new protocetid archaeocete (Mammalia, Cetacea) from the early middle Eocene of Balochistan (Pakistan). Contributions from the Museum of Paleontology, University of Michigan 31 (9): 197-210. |            |

## Fossiele geslachten
| Naam           | Auteur | Referentie | Commentaar |
| -------------- | --- | --- | ---------- |
| Arimidelphis   | Bianucci, 2005 | Bianucci, G. 2005. Arimidelphis sorbinii a new small killer whale-like dolphin from the Pliocene of Marecchia River (Central eastern Italy) and a phylogenetic analysis of the Orcininae (Cetacea: Odontoceti). Rivista Italiana di Paleontologia e Stratigrafia 111 (2): 329-344. |            |
| Asionyctia     | Missiaen & Smith, 2005                                                                                              | Missiaen, P. & Smith, T. 2005. A new Paleocene nyctitheriid insectivore from Inner Mongolia (China) and the origin of Asian nyctitheriids. Acta Palaeontologica Polonica 50 (3): 513-522. |            |
| Bahinolophus   | Tsubamoto, Egi, Takai & Maung, 2005                                                                                 | Tsubamoto, T., Egi, N., Takai, M. & Maung, M. 2005. Middle Eocene ungulate mammals from Myanmar: A review with description of new specimens. Acta Palaeontologica Polonica 50 (1): 117-138. |            |
| Balaenella     | Bisconti, 2005 | Bisconti, M. 2005. Skull morphology and phylogenetic relationships of a new diminutive balaenid from the lower Pliocene of Belgium. Palaeontology 48 (4): 793-816. |            |
| Banderomys     | Kramarz, 2005 | Kramarz, A.G. 2005. A primitive cephalomyid hystricognath rodent from the early Miocene of northern Patagonia, Argentina. Acta Palaeontologica Polonica 50 (2): 249–258. |            |
| Beneziphius    | Lambert, 2005 | Lambert, O. 2005. Systematics and phylogeny of the fossil beaked whales Ziphirostrum du Bus, 1868 and Choneziphius Duvernoy, 1851 (Mammalia, Cetacea, Odontoceti), from the Neogene of Antwerp (North of Belgium). Geodiversitas 27 (3): 443-497. |            |
| Brevipalatus   | Hand & Archer, 2005                                                                                                 | Hand, S.J. & Archer, M. 2005. A new hipposiderid genus (Microchiroptera) from an early Miocene bat community in Australia. Palaeontology 48 (2): 371-383. |            |
| Bugtipithecus  | Marivaux, Antoine, Baqri, Benammi, Chaimanee, Crochet, de Franceschi, Iqbal, Jaeger, Métais, Roohi & Welcomme, 2005 | Marivaux, L., Antoine, P.-O., Baqri, S.R.H., Benammi, M., Chaimanee, Y., Crochet, J.-Y., de Franceschi, D., Iqbal, N., Jaeger, J.-J., Métais, G., Roohi, G. & Welcomme, J. -L. 2005. Anthropoid primates from the Oligocene of Pakistan (Bugti Hills): Data on early anthropoid evolution and biogeography. Proceedings of the National Academy of Sciences 102 (24): 8436-8441, 14 June 2005. |            |
| Capricamelus   | Whistler & Webb, 2005                                                                                               | Whistler, D.P. & Webb, S.D. 2005. New goatlike camelid from the Late Pliocene of Tecopa Lake Basin, California. Contributions in Science, Natural History Museum of Los Angeles County 503: 1-40. |            |
| Carolinacetus  | Geisler, Sanders & Luo, 2005                                                                                        | Geisler, J.H., Sanders, A.E. & Luo, Z.-X. 2005. A New Protocetid Whale (Cetacea: Archaeoceti) from the Late Middle Eocene of South Carolina. American Museum Novitates 3480: 1-65. |            |
| Caviziphius    | Bianucci & Post, 2005                                                                                               | Bianucci, G. & K. Post, K. 2005. Caviziphius altirostris, a new beaked whale from the Miocene southern North Sea basin. Deinsea 11: 1-6. |            |
| Cubanycteris   | Mancina & García-Rivera, 2005                                                                                       | Mancina, C.A. & García-Rivera, L. 2005. New genus and species of fossil bat (Chiroptera: Phyllostomidae) from Cuba. Caribbean Journal of Science 41 (1): 22-27. |            |
| Cynthiacetus   | Uhen, 2005 | Uhen, M.D. 2005. A new genus and species of archaeocete whale from Mississippi. Southeastern Geology 43 (3): 157-172. |            |
| Exmus          | Wible, Wang, Li & Dawson, 2005                                                                                      | Wible, J.R., Wang, Y., Li, C. & Dawson, M.R. 2005. Cranial anatomy and relationships of a new ctenodactyloid (Mammalia, Rodentia) from the Early Eocene of Hubei Province, China. Annals of Carnegie Museum 74 (2): 91-150. |            |
| Fruitafossor   | Luo & Wible, 2005                                                                                                   | Luo, Z.-X. & Wible, J.R. 2005. A Late Jurassic digging mammal and early mammalian diversification. Science 308: 103-107. |            |
| Haborophocoena | Ichishima & Kimura, 2005                                                                                            | Ichishima, H. & Kimura, M. 2005. Harborophocoena toyoshimai, a anew early Pliocene porpoise (Cetacea, Phocoenidae) from Hokkaido, Japan. Journal of Vertebrate Paleontology 25 (3): 655-664. |            |
| Hahnotherium   | Butler & Hooker, 2005                                                                                               | Butler, P.M. & Hooker, J.J. 2005. New teeth of allotherian mammals from the English Bathonian, including the earliest multituberculates. Acta Palaeontologica Polonica 50 (2): 185-207. |            |
| Heishanlestes  | Hu, Fox, Wang & Li, 2005                                                                                            | Hu, Y.-M., Fox, R.C., Wang, Y.-Q. & Li, C.-K. 2005. A New Spalacotheriid Symmetrodont from the Early Cretaceous of Northeastern China. American Museum Novitates 3475: 1-20. |            |
| Indodelphis    | Bajpai, Kapur, Thewissen, Tiwari & Das, 2005                                                                        | Bajpai, S., Kapur, V.V., Thewissen, J.G.M., Tiwari, B.N. & Das, D.P. 2005. First fossil marsupials from India: Early Eocene Indodelphis n. gen. and Jaegeria n. gen. from Vastan Lignite Mine, District Surat, Gujarat. Journal of the Palaeontological Society of India 50 (1): 147-151. |            |
| Itatodon       | Lopatin & Averianov, 2005                                                                                           | Lopatin, A.V. & Averianov, A.O. 2005. A new docodont (Docodonta, Mammalia) from the Middle Jurassic of Siberia. Doklady Biological Sciences 405: 434-436. |            |
| Jageria        | Bajpai, Kapur, Thewissen, Tiwari & Das, 2005                                                                        | Bajpai, S., Kapur, V.V., Thewissen, J.G.M., Tiwari, B.N. & Das, D.P. 2005. First fossil marsupials from India: Early Eocene Indodelphis n. gen. and Jaegeria n. gen. from Vastan Lignite Mine, District Surat, Gujarat. Journal of the Palaeontological Society of India 50 (1): 147-151. |            |
| Kemchugia      | Averianov, Skutschas, Lopatin, Leshchinskiy, Rezvyi & Fayngerts, 2005                                               | Averianov, A.O., Skutschas, P.P., Lopatin, A.V., Leshchinskiy, S.V., Rezvyi, A.S. & Fayngerts, A.V. 2005. Early Cretaceous mammals from Bol'shoi Kemchug 3 locality in West Siberia, Russia. Russian Journal of Theriology 4(1):1-12. |            |
| Kermackodon    | Butler & Hooker, 2005                                                                                               | Butler, P.M. & Hooker, J.J. 2005. New teeth of allotherian mammals from the English Bathonian, including the earliest multituberculates. Acta Palaeontologica Polonica 50 (2): 185-207. |            |
| Kirtlingtonia  | Butler & Hooker, 2005                                                                                               | Butler, P.M. & Hooker, J.J. 2005. New teeth of allotherian mammals from the English Bathonian, including the earliest multituberculates. Acta Palaeontologica Polonica 50 (2): 185-207. |            |
| Kryoryctes     | Pridmore, Rich, Vickers-Rich & Gambaryan, 2005                                                                      | Pridmore, P.A., Rich, T.H., Vickers-Rich, P. & Gambaryan, P.P. 2005. A Tachyglossid-Like Humerus from the Early Cretaceous of South-Eastern Australia. Journal of Mammalian Evolution 12 (3-4): 359-378. |            |
| Kyawdawia      | Egi, Holroyd, Tsubamoto, Soe, Takai & Ciochon, 2005                                                                 | Egi, N., Holroyd, P.A., Tsubamoto, T., Soe, A.N., Takai, M. & Ciochon, R.L. 2005. Proviverrine hyaenodontids(Creodonta: Mammalia) from the Eocene of Myanmar and a phylogenetic analysis of the proviverrines from the Para–Tethys area. Journal of Systematic Palaeontology 3 (4): 337-358.                                                                                                   |            |
| Limeryx        | Metais, Qi, Guo & Beard, 2005                                                                                       | Metais, G., Qi, T., Guo, J. & Beard, C. 2005. A new nunoselenodont artiofactyl from the middle Eocene of China and the early record of selenodont artiodactyls in Asia. Journal of Vertebrate Paleontology 25 (4): 994-997. |            |
| Makaracetus    | Gingerich, Zalmout, Ul-Haq & Bhatti, 2005                                                                           | Gingerich, P.D., Zalmout, I.S., Ul-Haq, M. & Bhatti, M.A. 2005. Makracetus bidens, a new protocetid archaeocete (Mammalia, Cetacea) from the early middle Eocene of Balochistan (Pakistan). Contributions from the Museum of Paleontology, University of Michigan 31 (9): 197-210. |            |
| Marcgodinotius | Bajpai, Kapur, Thewissen, Das, Tiwari, Sharma & Saravanan, 2005                                                     | Bajpai, S., Kapur, V.V., Thewissen, J.G.M., Das, D.P., Tiwari, B.N., Sharma, R. & Saravanan, N. 2005. Early Eocene primates from Vastan Lignite Mine, Gujarat, western India. Journal of the Palaeontological Society of India 50 (2): 43-54. |            |
| Mediocris      | Kazar, 2005 | Kazar, E. 2005. A new kentriodontid (Cetacea: Delphinoidea) from the Middle Miocene of Hungary. Mitteilungen aus dem Museum fur Naturkende in Berlin - Geowissenschaftliche Reihe 8: 53-73. |            |
| Millsodon      | Butler & Hooker, 2005                                                                                               | Butler, P.M. & Hooker, J.J. 2005. New teeth of allotherian mammals from the English Bathonian, including the earliest multituberculates. Acta Palaeontologica Polonica 50 (2): 185-207. |            |
| Phileosimias   | Marivaux, Antoine, Baqri, Benammi, Chaimanee, Crochet, de Franceschi, Iqbal, Jaeger, Métais, Roohi & Welcomme, 2005 | Marivaux, L., Antoine, P.-O., Baqri, S.R.H., Benammi, M., Chaimanee, Y., Crochet, J.-Y., de Franceschi, D., Iqbal, N., Jaeger, J.-J., Métais, G., Roohi, G. & Welcomme, J. -L. 2005. Anthropoid primates from the Oligocene of Pakistan (Bugti Hills): Data on early anthropoid evolution and biogeography. Proceedings of the National Academy of Sciences 102 (24): 8436-8441, 14 June 2005. |            |
| Picturotherium | Kramarz & Bond, 2005                                                                                                | Kramarz, A.G. & Bond, M. 2005. Los Litopterna (Mammalia) de la Formación Pinturas, Mioceno temprano-medio de Patagonia. Ameghiniana 42 (3): 611-626. |            |
| Sallatherium   | Reguero & Cerdeño, 2005                                                                                             | Reguero, M.A. & Cerdeño, E. 2005. New late Oligocene Hegetotheriidae (Mammalia, Notoungulata) from Salla, Bolivia. Journal of Vertebrate Paleontology 25 (3): 674-684. |            |
| Sheikhdzheilia | Averianov & Archibald, 2005                                                                                         | Averianov, A, & Archibald, J.D. 2005. Mammals from the mid-Cretaceous Khodzhakul Formation, Kyzylkum Desert, Uzbekistan. Cretaceous Research 26 (4): 593-608. |            |
| Tagicetus      | Lambert, Estevens & Smith, 2005                                                                                     | Lambert, O., Estevens, M. & Smith, R. 2005. A new kentriodontine dolphin from the middle Miocene of Portugal. Acta Palaeontologica Polonica 50 (2): 239-248. |            |
| Thuliadanta    | Eberle, 2005 | Eberle, J, J. 2005. A new 'tapir' from Ellesmere Island, Arctic Canada - Implications for northern high latitude palaeobiogeography and tapir palaeobiology. Palaeogeography, Palaeoclimatology, Palaeoecology 227: 311-322. |            |
| Tikitherium    | Datta, 2005 | Datta, P. M. 2005. Earliest mammal with transversely expanded upper molar from the Late Triassic (Carnian) Tiki Formation, South Rew Gondwana Basin, India. Journal of Vertebrate Paleontology 25: 200-207. |            |
| Ugandamys      | Winkler, MacLatchy & Mafabi, 2005                                                                                   | Winkler, A.J., MacLatchy, L. & Mafabi, M. 2005. Small rodents and a lagomorph from the Early Miocene Bukwa locality, eastern Uganda. Palaeontologia Elektronica 8 (1): 24A;12pp. |            |
| Vastanomys     | Bajpai, Kapur, Thewissen, Das, Tiwari, Sharma & Saravanan, 2005                                                     | Bajpai, S., Kapur, V.V., Thewissen, J.G.M., Das, D.P., Tiwari, B.N., Sharma, R. & Saravanan, N. 2005. Early Eocene primates from Vastan Lignite Mine, Gujarat, western India. Journal of the Palaeontological Society of India 50 (2): 43-54. |            |
| Willmus        | Flynn & Morgan, 2005                                                                                                | Flynn, L.J. & Morgan, M.E. 2005. An Unusual Diatomyid Rodent from an Infrequently Sampled Late Miocene Interval in the Siwaliks of Pakistan, Palaeontologia Elektronica 8 (1;17A): 1-10. |            |
| Willungacetus  | Pledge, 2005 | Pledge, N.S. 2005. A new species of early Oligocene cetacean from Port Wilunga, South Australia. Memoirs of the Queensland Museum 51 (1): 123-133. |            |
| Xiphiacetus    | Lambertn, 2005 | Lambert, O. 2005. Review of the Miocene long-snouted dolphin Priscodelphinus cristatus Du Bus, 1872 (Cetacea, Odontoceti) and phylogeny among eurhinodelphinids. Bulletin de L'Institute Royal des Sciences Naturelles de Belgique Sciences de la Terre 75: 211-235. |            |

## Fossiele soorten
| Naam                        | Auteur | Referentie | Commentaar |
| --------------------------- | --- | --- | ---------- |
| Amphicticeps dorog          | Wang, McKenna & Dashzeveg, 2005                                                                                     | Wang, X., McKenna, M.C. & Dashzeveg, D. 2005. Amphicticeps and Amphicynodon (Arctoidea, Carnivora) from Hsanda Gol Formation, Central Mongolia and Phylogeny of Basal Arctoids with Comments on Zoogeography. American Museum Novitates 3483: 1-57. |            |
| Amphicticeps makhcinus      | Wang, McKenna & Dashzeveg, 2005                                                                                     | Wang, X., McKenna, M.C. & Dashzeveg, D. 2005. Amphicticeps and Amphicynodon (Arctoidea, Carnivora) from Hsanda Gol Formation, Central Mongolia and Phylogeny of Basal Arctoids with Comments on Zoogeography. American Museum Novitates 3483: 1-57. |            |
| Ansomys nevadensis          | Kelly & Korth, 2005                                                                                                 | Kelly, T.S. & Korth, W.W. 2005. A new species of Ansomys (Rodentia; Aplodontidae) from the late Hemingfordian (early Miocene) of northwestern Nevada. Paludicola 5 (4): 85-91. |            |
| Apterodon intermedius       | Lange-Badré & Böhme, 2005                                                                                           | Lange-Badré, B. & Böhme, M. 2005. Apterodon intermedius, sp. nov., a new European creodont mammal from MP22 of Espenhain (Germany). Annales de Paléontologie 91: 311-328. |            |
| Archaeodesmana primigenia   | Ziegler, 2005 | Ziegler, R. 2005. The insectivores (Erinaceomorpha and Soricomorpha, Mammalia) from the Late Miocene hominoid locality Rudabánya. Palaeontographia Italica 90: 53-81. |            |
| Arimidelphis sorbinii       | Bianucci, 2005 | Bianucci, G. 2005. Arimidelphis sorbinii a new small killer whale-like dolphin from the Pliocene of Marecchia River (Central eastern Italy) and a phylogenetic analysis of the Orcininae (Cetacea: Odontoceti). Rivista Italiana di Paleontologia e Stratigrafia 111 (2): 329-344. |            |
| Asionyctia guoi             | Missiaen & Smith, 2005                                                                                              | Missiaen, P. & Smith, T. 2005. A new Paleocene nyctitheriid insectivore from Inner Mongolia (China) and the origin of Asian nyctitheriids. Acta Palaeontologica Polonica 50 (3): 513-522. |            |
| Balaenella brachyrhynus     | Bisconti, 2005 | Bisconti, M. 2005. Skull morphology and phylogenetic relationships of a new diminutive balaenid from the lower Pliocene of Belgium. Palaeontology 48 (4): 793-816. |            |
| Banderomys leanzai          | Kramarz, 2005 | Kramarz, A.G. 2005. A primitive cephalomyid hystricognath rodent from the early Miocene of northern Patagonia, Argentina. Acta Palaeontologica Polonica 50 (2): 249–258. |            |
| Beneziphius brevirostris    | Lambert, 2005 | Lambert, O. 2005. Systematics and phylogeny of the fossil beaked whales Ziphirostrum du Bus, 1868 and Choneziphius Duvernoy, 1851 (Mammalia, Cetacea, Odontoceti), from the Neogene of Antwerp (North of Belgium). Geodiversitas 27 (3): 443-497. |            |
| Biretia fayumensis          | Seiffert, Simons, Clyde, Rossie, Attia, Bown, Chatrath & Mathison, 2005                                             | Seiffert, E.R., Simons, E.L., Clyde, W.C., Rossie, J.B., Attia, Y., Bown, T.M., Chatrath, P. & Mathison, M.E. 2005. Basal anthropoids from Egypt and the antiquity of Africa’s higher primate radiation. Science 310: 300-304. |            |
| Biretia megalopsis          | Seiffert, Simons, Clyde, Rossie, Attia, Bown, Chatrath & Mathison, 2005                                             | Seiffert, E.R., Simons, E.L., Clyde, W.C., Rossie, J.B., Attia, Y., Bown, T.M., Chatrath, P. & Mathison, M.E. 2005. Basal anthropoids from Egypt and the antiquity of Africa’s higher primate radiation. Science 310: 300-304. |            |
| Brevipalatus mcculloughi    | Hand & Archer, 2005                                                                                                 | Hand, S.J. & Archer, M. 2005. A new hipposiderid genus (Microchiroptera) from an early Miocene bat community in Australia. Palaeontology 48 (2): 371-383. |            |
| Bugtipithecus inexpectatus  | Marivaux, Antoine, Baqri, Benammi, Chaimanee, Crochet, de Franceschi, Iqbal, Jaeger, Métais, Roohi & Welcomme, 2005 | Marivaux, L., Antoine, P.-O., Baqri, S.R.H., Benammi, M., Chaimanee, Y., Crochet, J.-Y., de Franceschi, D., Iqbal, N., Jaeger, J.-J., Métais, G., Roohi, G. & Welcomme, J. -L. 2005. Anthropoid primates from the Oligocene of Pakistan (Bugti Hills): Data on early anthropoid evolution and biogeography. Proceedings of the National Academy of Sciences 102 (24): 8436-8441, 14 June 2005. |            |
| Capricamelus gettyi         | Whistler & Webb, 2005                                                                                               | Whistler, D.P. & Webb, S.D. 2005. New goatlike camelid from the Late Pliocene of Tecopa Lake Basin, California. Contributions in Science, Natural History Museum of Los Angeles County 503: 1-40. |            |
| Carolinacetus gingerichi    | Geisler, Sanders & Luo, 2005                                                                                        | Geisler, J.H., Sanders, A.E. & Luo, Z.-X. 2005. A New Protocetid Whale (Cetacea: Archaeoceti) from the Late Middle Eocene of South Carolina. American Museum Novitates 3480: 1-65. |            |
| Caviziphius altirostris     | Bianucci & Post, 2005                                                                                               | Bianucci, G. & K. Post, K. 2005. Caviziphius altirostris, a new beaked whale from the Miocene southern North Sea basin. Deinsea 11: 1-6. |            |
| Cubanycteris silvai         | Mancina & García-Rivera, 2005                                                                                       | Mancina, C.A. & García-Rivera, L. 2005. New genus and species of fossil bat (Chiroptera: Phyllostomidae) from Cuba. Caribbean Journal of Science 41 (1): 22-27. |            |
| Diadiaphorus caniadensis    | Kramarz & Bond, 2005                                                                                                | Kramarz, A.G. & Bond, M. 2005. Los Litopterna (Mammalia) de la Formación Pinturas, Mioceno temprano-medio de Patagonia. Ameghiniana 42 (3): 611-626. |            |
| Cynthiacetus maxwelli       | Uhen, 2005 | Uhen, M.D. 2005. A new genus and species of archaeocete whale from Mississippi. Southeastern Geology 43 (3): 157-172. |            |
| Eoconodon ginibitohia       | Clemens & Williamson, 2005                                                                                          | Clemens, W.A. & Williamson, T.E. 2005. A new species of Eoconodon (Triisodontidae, Mammalia) from the San Juan Basin, New Mexico. Journal of Vertebrate Paleontology 25 (1): 208-213. |            |
| Eomoropus pawnyunti         | Remy, Jaeger, Chaimanee, Soe, Marivaux, Sudre, Tun, Marandat & Dewaele, 2005                                        | Remy, J.-A., Jaeger, J.-J., Chaimanee, Y., Soe, U.A.N., Marivaux, L., Sudre, J., Tun, S.T., Marandat, B. & Dewaele, E. 2005. A new chalicothere from the Pondaung Formation (late Middle Eocene of Myanmar). Comptes Rendus Palevol 4: 341-349. |            |
| Eosimias paukkaungensis     | Takai, Sein, Tsubamoto, Egi, Maung & Shigehara, 2005                                                                | Takai, M., Sein, C., Tsubamoto, T., Egi, N., Maung, M. & Shigehara, N. 2005. A new eosimiid from the latest middle Eocene in Pondaung, central Myanmar. Anthropological Science 113 (1): 17-25. |            |
| Exmus mini                  | Wible, Wang, Li & Dawson, 2005                                                                                      | Wible, J.R., Wang, Y., Li, C. & Dawson, M.R. 2005. Cranial anatomy and relationships of a new ctenodactyloid (Mammalia, Rodentia) from the Early Eocene of Hubei Province, China. Annals of Carnegie Museum 74 (2): 91-150. |            |
| Fruitafossor windscheffeli  | Luo & Wible, 2005                                                                                                   | Luo, Z.-X. & Wible, J.R. 2005. A Late Jurassic Digging Mammal and Early Mammal Diversification. Science 308: 103-107. |            |
| Haborophocoena toyoshimai   | Ichishima & Kimura, 2005                                                                                            | Ichishima, H. & Kimura, M. 2005. Harborophocoena toyoshimai, a anew early Pliocene porpoise (Cetacea, Phocoenidae) from Hokkaido, Japan. Journal of Vertebrate Paleontology 25 (3): 655-664. |            |
| Hahnotherium antiquum       | Butler & Hooker, 2005                                                                                               | Butler, P.M. & Hooker, J.J. 2005. New teeth of allotherian mammals from the English Bathonian, including the earliest multituberculates. Acta Palaeontologica Polonica 50(2):185-207. |            |
| Heishanlestes changi        | Hu, Fox, Wang & Li, 2005                                                                                            | Hu, Y.-M., Fox, R.C., Wang, Y.-Q. & Li, C.-K. 2005. A New Spalacotheriid Symmetrodont from the Early Cretaceous of Northeastern China. American Museum Novitates 3475: 1-20. |            |
| Hispanomys daamsi           | Agusti, Casanovas-Vilar & Furió, 2005                                                                               | Agusti, J., Casanovas-Vilar, I. & Furió, M. 2005. Rodents, insectivores and chiropterans (Mammalia) from the late Aragonian of Can Missert (Middle Miocene, Vallès-Penedès Basin, Spain). Geobios 38: 575-583. |            |
| Hyaenodon weilini           | Wang, Qiu & Wang, 2005                                                                                              | Wang, X., Qiu, Z. & Wang, B. 2005. Hyaenodonts and carnivorans from the Early Oligocene to Early Miocene of Xianshuihe Formation, Lanzhou Basin, Gansu Province, China. Palaeontologia Elektronica 8 (1;6A): 14 pp. |            |
| Indodelphis luoi            | Bajpai, Kapur, Thewissen, Tiwari & Das, 2005                                                                        | Bajpai, S., Kapur, V.V., Thewissen, J.G.M., Tiwari, B.N. & Das, D.P. 2005. First fossil marsupials from India: Early Eocene Indodelphis n. gen. and Jaegeria n. gen. from Vastan Lignite Mine, District Surat, Gujarat. Journal of the Palaeontological Society of India 50 (1): 147-151. |            |
| Itatodon tatarinovi         | Lopatin & Averianov, 2005                                                                                           | Lopatin, A.V. & Averianov, A.O. 2005. A new docodont (Docodonta, Mammalia) from the Middle Jurassic of Siberia. Doklady Biological Sciences 405: 434-436. |            |
| Jageria cambayensis         | Bajpai, Kapur, Thewissen, Tiwari & Das, 2005                                                                        | Bajpai, S., Kapur, V.V., Thewissen, J.G.M., Tiwari, B.N. & Das, D.P. 2005. First fossil marsupials from India: Early Eocene Indodelphis n. gen. and Jaegeria n. gen. from Vastan Lignite Mine, District Surat, Gujarat. Journal of the Palaeontological Society of India 50 (1): 147-151. |            |
| Kemchugia magna             | Averianov, Skutschas, Lopatin, Leshchinskiy, Rezvyi & Fayngerts, 2005                                               | Averianov, A.O., Skutschas, P.P., Lopatin, A.V., Leshchinskiy, S.V., Rezvyi, A.S. & Fayngerts, A.V. 2005. Early Cretaceous mammals from Bol'shoi Kemchug 3 locality in West Siberia, Russia. Russian Journal of Theriology 4 (1): 1-12. |            |
| Kermackodon multicuspis     | Butler & Hooker, 2005                                                                                               | Butler, P.M. & Hooker, J.J. 2005. New teeth of allotherian mammals from the English Bathonian, including the earliest multituberculates. Acta Palaeontologica Polonica 50 (2): 185-207. |            |
| Kirtlingtonia catenata      | Butler & Hooker, 2005                                                                                               | Butler, P.M. & Hooker, J.J. 2005. New teeth of allotherian mammals from the English Bathonian, including the earliest multituberculates. Acta Palaeontologica Polonica 50 (2): 185-207. |            |
| Kryoryctes cadburyi         | Pridmore, Rich, Vickers-Rich & Gambaryan, 2005                                                                      | Pridmore, P.A., Rich, T.H., Vickers-Rich, P. & Gambaryan, P.P. 2005. A Tachyglossid-Like Humerus from the Early Cretaceous of South-Eastern Australia. Journal of Mammalian Evolution 12 (3-4): 359-378. |            |
| Kyawdawia lupina            | Egi, Holroyd, Tsubamoto, Soe, Takai & Ciochon, 2005                                                                 | Egi, N., Holroyd, P.A., Tsubamoto, T., Soe, A.N., Takai, M. & Ciochon, R.L. 2005. Proviverrine hyaenodontids(Creodonta: Mammalia) from the Eocene of Myanmar and a phylogenetic analysis of the proviverrines from the Para–Tethys area. Journal of Systematic Palaeontology 3 (4): 337-358.                                                                                                   |            |
| Limeryx chimaera            | Metais, Qi, Guo & Beard, 2005                                                                                       | Metais, G., Qi, T., Guo, J. & Beard, C. 2005. A new nunoselenodont artiofactyl from the middle Eocene of China and the early record of selenodont artiodactyls in Asia. Journal of Vertebrate Paleontology 25 (4): 994-997. |            |
| Limnocyon cuspidens         | Morlo & Gunnell, 2005                                                                                               | Morlo, M. & Gunnell, G.F. 2005. New species of Limnocyon (Mammalia, Creodonta) from the Bridgerian (middle Eocene). Journal of Vertebrate Paleontology 25 (1): 251-255. |            |
| Makaracetus bidens          | Gingerich, Zalmout, Ul-Haq & Bhatti, 2005                                                                           | Gingerich, P.D., Zalmout, I.S., Ul-Haq, M. & Bhatti, M.A. 2005. Makracetus bidens, a new protocetid archaeocete (Mammalia, Cetacea) from the early middle Eocene of Balochistan (Pakistan). Contributions from the Museum of Paleontology, University of Michigan 31 (9): 197-210. |            |
| Marcgodinotius indicus      | Bajpai, Kapur, Thewissen, Das, Tiwari, Sharma & Saravanan, 2005                                                     | Bajpai, S., Kapur, V.V., Thewissen, J.G.M., Das, D.P., Tiwari, B.N., Sharma, R. & Saravanan, N. 2005. Early Eocene primates from Vastan Lignite Mine, Gujarat, western India. Journal of the Palaeontological Society of India 50 (2): 43-54. |            |
| Mediocris commenticius      | Kazar, 2005 | Kazar, E. 2005. A new kentriodontid (Cetacea: Delphinoidea) from the Middle Miocene of Hungary. Mitteilungen aus dem Museum fur Naturkende in Berlin - Geowissenschaftliche Reihe 8: 53-73. |            |
| Millsodon superstes         | Butler & Hooker, 2005                                                                                               | Butler, P.M. & Hooker, J.J. 2005. New teeth of allotherian mammals from the English Bathonian, including the earliest multituberculates. Acta Palaeontologica Polonica 50 (2): 185-207. |            |
| Ochotona gracilis           | Erbajeva & Zheng, 2005                                                                                              | Erbajeva, M.A. & Zheng, S. 2005. New data on Late Miocene - Pleistocene ochotonids (Ochotonidae, Lagomorpha) from North China. Acta zoologica Cracoviensia 48A (1-2): 93-117. |            |
| Ochotona lingtaica          | Erbajeva & Zheng, 2005                                                                                              | Erbajeva, M.A. & Zheng, S. 2005. New data on Late Miocene - Pleistocene ochotonids (Ochotonidae, Lagomorpha) from North China. Acta zoologica Cracoviensia 48A (1-2): 93-117. |            |
| Ochotona magna              | Erbajeva & Zheng, 2005                                                                                              | Erbajeva, M.A. & Zheng, S. 2005. New data on Late Miocene - Pleistocene ochotonids (Ochotonidae, Lagomorpha) from North China. Acta zoologica Cracoviensia 48A(1-2):93-117. |            |
| Ochotona plicodenta         | Erbajeva & Zheng, 2005                                                                                              | Erbajeva, M.A. & Zheng, S. 2005. New data on Late Miocene - Pleistocene ochotonids (Ochotonidae, Lagomorpha) from North China. Acta zoologica Cracoviensia 48A (1-2): 93-117. |            |
| Ochotona youngi             | Erbajeva & Zheng, 2005                                                                                              | Erbajeva, M.A. & Zheng, S. 2005. New data on Late Miocene - Pleistocene ochotonids (Ochotonidae, Lagomorpha) from North China. Acta zoologica Cracoviensia 48A(1-2):93-117. |            |
| Ochotona zhangi             | Erbajeva & Zheng, 2005                                                                                              | Erbajeva, M.A. & Zheng, S. 2005. New data on Late Miocene - Pleistocene ochotonids (Ochotonidae, Lagomorpha) from North China. Acta zoologica Cracoviensia 48A(1-2):93-117. |            |
| Orycteropus abundulafus     | Lehmann, Vignaud, Likius & Brunet, 2005                                                                             | Lehmann, T., Vignaud, P., Likius, A. & Brunet, M. 2005. A new species of Orycteropodidae (Mammalia, Tubulidentata) in the Mio-Pliocene of northern Chad. Zoological Journal of the Linnean Society 143(1):109-131 |            |
| Paleoparadoxia media        | Inuzuka, 2005 | Inuzuka, N. 2005. The Stanford Skeleton of Paleoparadoxia (Mammalia: Desmostylia). Bulletin of the Ashoro Museum of Paleontology 3: 3-110. |            |
| Paraphiomys knolli          | Antonazas & Sen, 2005                                                                                               | Antonazas, R.L. & Sen, S. 2005. New species of Paraphiomys (Rodentia, Thryonomyidae) from the lower Miocene of As-Sarrar, Saudi Arabia. Palaeontology 48 (2): 223-233. |            |
| Pararhizomys qinensis       | Zhaoqun, Flynn & Qiu, 2005                                                                                          | Zhaoqun, Z., Flynn, L.J. & Zhuding, Q. 2005. New Materials of Pararhizomys from Northern China. Palaeontologia Elektronica 8(1):5A, 9 pp. |            |
| Phileosimias brahuiorum     | Marivaux, Antoine, Baqri, Benammi, Chaimanee, Crochet, de Franceschi, Iqbal, Jaeger, Métais, Roohi & Welcomme, 2005 | Marivaux, L., Antoine, P.-O., Baqri, S.R.H., Benammi, M., Chaimanee, Y., Crochet, J.-Y., de Franceschi, D., Iqbal, N., Jaeger, J.-J., Métais, G., Roohi, G. & Welcomme, J. -L. 2005. Anthropoid primates from the Oligocene of Pakistan (Bugti Hills): Data on |            |
| Phileosimias kamali         | Marivaux, Antoine, Baqri, Benammi, Chaimanee, Crochet, de Franceschi, Iqbal, Jaeger, Métais, Roohi & Welcomme, 2005 | Marivaux, L., Antoine, P.-O., Baqri, S.R.H., Benammi, M., Chaimanee, Y., Crochet, J.-Y., de Franceschi, D., Iqbal, N., Jaeger, J.-J., Métais, G., Roohi, G. & Welcomme, J. -L. 2005. Anthropoid primates from the Oligocene of Pakistan (Bugti Hills): Data on |            |
| Picrodus calgariensis       | Scott & Fox, 2005                                                                                                   | Scott, C.S. & Fox, R.C. 2005. Windows on the evolution of Picrodus (Plesiadapiformes: Primates): morphology and relationships of a species complex from the Paleocene of Alberta. Journal of Paleontology 79 (4): 635-657. |            |
| Picrodus canpacius          | Scott & Fox, 2005                                                                                                   | Scott, C.S. & Fox, R.C. 2005. Windows on the evolution of Picrodus (Plesiadapiformes: Primates): morphology and relationships of a species complex from the Paleocene of Alberta. Journal of Paleontology 79 (4): 635-657. |            |
| Picrodus lepidus            | Scott & Fox, 2005                                                                                                   | Scott, C.S. & Fox, R.C. 2005. Windows on the evolution of Picrodus (Plesiadapiformes: Primates): morphology and relationships of a species complex from the Paleocene of Alberta. Journal of Paleontology 79 (4): 635-657. |            |
| Picturotherium migueli      | Kramarz & Bond, 2005                                                                                                | Kramarz, A.G. & Bond, M. 2005. Los Litopterna (Mammalia) de la Formación Pinturas, Mioceno temprano-medio de Patagonia. Ameghiniana 42 (3): 611-626. |            |
| Pliotriplopus dhulianensis  | Khan, Ghaffar, Ali, Farooq, Bhatti & Akhtar, 2005                                                                   | Khan, M.A., Ghaffar, A., Ali, Z., Farooq, U., Bhatti, Z.H. & Akhtar, M. 2005. Report on mammalian fossils of Chinji Formation, Dhulian, Pakistan. American Journal of Applied Science 2 (12): 1619-1628 |            |
| Postpalerinaceus cingulatus | Ziegler, 2005 | Ziegler, R. 2005. The insectivores (Erinaceomorpha and Soricomorpha, Mammalia) from the Late Miocene hominoid locality Rudabánya. Palaeontographia Italica 90: 53-81. |            |
| Sallatherium altiplanense   | Reguero & Cerdeño, 2005                                                                                             | Reguero, M.A. & Cerdeño, E. 2005. New late Oligocene Hegetotheriidae (Mammalia, Notoungulata) from Salla, Bolivia. Journal of Vertebrate Paleontology 25 (3): 674-684. |            |
| Sciurus olsoni              | Emry, Korth & Bell, 2005                                                                                            | Emry, R.J., Korth, W.W. & Bell, M.A. 2005. A tree squirrel (Rodentia, Sciuridae, Sciurini) from the Late Miocene (Clarendonian) of Nevada. Journal of Vertebrate Paleontology 25 (1): 228-235. |            |
| Sinocapra willdownsi        | Mead & Taylor, 2005                                                                                                 | Mead, J.I. & Taylor, L.H. 2005. New species of Sinocapra (Bovidae, Caprinae) from the lower Pliocene Panaca Formation, Nevada, USA. Palaeontologia Elektronica 8 (1.11A): 1-10. |            |
| Sheikhdzheilia rezvyii      | Averianov & Archibald, 2005                                                                                         | Averianov, A, & Archibald, J.D. 2005. Mammals from the mid-Cretaceous Khodzhakul Formation, Kyzylkum Desert, Uzbekistan. Cretaceous Research 26 (4): 593-608. |            |
| Squalodon whitmorei         | Dooley, 2005 | Dooley, A.C. 2005. A new species of Squalodon (Mammalia, Cetacea) from the Middle Miocene of Virginia. Virginia Museum of Natural History Memoir 8: 1-43. |            |
| Stygimys vastus             | Lofgren, Scherer, Clark & Standhardt, 2005                                                                          | Lofgren, D.L., Scherer, B.E., Clark, C.K. & Standhardt, B. 2005. First record of Stygimys (Mammalia, Multituberculata, Eucosmodontidae) from the Paleocene (Puercan) part of the North Horn Formation, Utah, and a review of the genus. Journal of Mammalian Evolution 12 (1/2): 77-97. |            |
| Tagicetus joneti            | Lambert, Estevens & Smith, 2005                                                                                     | Lambert, O., Estevens, M. & Smith, R. 2005. A new kentriodontine dolphin from the middle Miocene of Portugal. Acta Palaeontologica Polonica 50 (2): 239-248. |            |
| Tetraconodon malensis       | Htike, Tsubamoto, Takai, Natori, Egi, Maung & Sein, 2005                                                            | Htike, T., Tsubamoto, T., Takai, M., Natori, M., Egi, N., Maung, M. & Sein, C. 2005. A revision of Tetraconodon (Mammalia, Artiodactyla, Suidae) from the Miocene of Myanmar and description of a new species. Paleontological Research 9 (3): 243-253. |            |
| Tetramerorhinus fleaglei    | Kramarz & Bond, 2005                                                                                                | Kramarz, A.G. & Bond, M. 2005. Los Litopterna (Mammalia) de la Formación Pinturas, Mioceno temprano-medio de Patagonia. Ameghiniana 42 (3): 611-626. |            |
| Thuliadanta mayri           | Eberle, 2005 | Eberle, J, J. 2005. A new 'tapir' from Ellesmere Island, Arctic Canada - Implications for northern high latitude palaeobiogeography and tapir palaeobiology. Palaeogeography, Palaeoclimatology, Palaeoecology 227: 311-322. |            |
| Tikitherium copei           | Datta, 2005 | Datta, P. M. 2005. Earliest mammal with transversely expanded upper molar from the Late Triassic (Carnian) Tiki Formation, South Rew Gondwana Basin, India. Journal of Vertebrate Paleontology 25: 200-207. |            |
| Ugandamyw downsi            | Winkler, MacLatchy & Mafabi, 2005                                                                                   | Winkler, A.J., MacLatchy, L. & Mafabi, M. 2005. Small rodents and a lagomorph from the Early Miocene Bukwa locality, eastern Uganda. Palaeontologia Elektronica 8 (1): 24A;12pp. |            |
| Vastanomys gracilis         | Bajpai, Kapur, Thewissen, Das, Tiwari, Sharma & Saravanan, 2005                                                     | Bajpai, S., Kapur, V.V., Thewissen, J.G.M., Das, D.P., Tiwari, B.N., Sharma, R. & Saravanan, N. 2005. Early Eocene primates from Vastan Lignite Mine, Gujarat, western India. Journal of the Palaeontological Society of India 50 (2): 43-54. |            |
| Willmus maximus             | Flynn & Morgan, 2005                                                                                                | Flynn, L.J. & Morgan, M.E. 2005. An Unusual Diatomyid Rodent from an Infrequently Sampled Late Miocene Interval in the Siwaliks of Pakistan, Palaeontologia Elektronica 8 (1;17A): 1-10. |            |
| Willungacetus aldingensis   | Pledge, 2005 | Pledge, N.S. 2005. A new species of early Oligocene cetacean from Port Wilunga, South Australia. Memoirs of the Queensland Museum 51 (1): 123-133. |            |

## Levende hogere taxa
| Naam          | Auteur                                        | Referentie | Commentaar                                    |
| ------------- | --------------------------------------------- | --- | --------------------------------------------- |
| Baiomyini     | Musser & Carleton, 2005                       | Musser, G.G. & Carleton, M.D. 2005. Superfamily Muroidea. In Wilson, D.E. & Reeder, D.M. 2005. Mammal Species of the World. 3rd ed. |                                               |
| Delanymyinae  | Musser & Carleton, 2005                       | Musser, G.G. & Carleton, M.D. 2005. Superfamily Muroidea. In Wilson, D.E. & Reeder, D.M. 2005. Mammal Species of the World. 3rd ed. |                                               |
| Glaucomyina   | Thorington & Hoffmann, 2005                   | Thorington, R.W., Jr. & Hoffmann, R.S. 2005. Family Sciuridae. Pp. 754-818 in Wilson, D.E. & Reeder, D.M. (eds.). Mammal Species of the World: a taxonomic and geographic reference. 3rd ed. Baltimore: The Johns Hopkins University Press, 2 vols., 2142 pp. ISBN 0-8018-8221-4 |                                               |
| Leimacomyinae | Musser & Carleton, 2005                       | Musser, G.G. & Carleton, M.D. 2005. Superfamily Muroidea. In Wilson, D.E. & Reeder, D.M. 2005. Mammal Species of the World. 3rd ed. |                                               |
| Neurotrichini | Hutterer, 2005                                | Hutterer, R. 2005. Order Soricomorpha. Pp. 220-311 in Wilson, D.E. & Reeder, D.M. (eds.). Mammal Species of the World: a taxonomic and geographic reference. Baltimore: Johns Hopkins University Press, 2142 pp. ISBN 0-801-88221-4                                              |                                               |
| Nyctomyini    | Musser & Carleton, 2005                       | Musser, G.G. & Carleton, M.D. 2005. Superfamily Muroidea. In Wilson, D.E. & Reeder, D.M. 2005. Mammal Species of the World. 3rd ed. |                                               |
| Ochrotomyini  | Musser & Carleton, 2005                       | Musser, G.G. & Carleton, M.D. 2005. Superfamily Muroidea. In Wilson, D.E. & Reeder, D.M. 2005. Mammal Species of the World. 3rd ed. |                                               |
| Laonastidae   | Jenkins, Kilpatrick, Robinson & Timmins, 2005 | Jenkins, P.D., Kilpatrick, C.W., Robinson, M.F. & Timmins, R.J. 2004. Morphological and molecular investigations of a new family, genus and species of rodent (Mammalia: Rodentia: Hystricognatha) from Lao PDR. Systematics and Biodiversity 2:419-454, 18 Apr                  | Een synoniem van de Diatomyidae.              |
| Taterini      | Chevret & Dobigny, 2005                       | Chevret, P. & Dobigny, G. 2005. Systematics and evolution of the subfamily Gerbillinae (Mammalia, Rodentia, Muridae). Molecular Phylogenetics and Evolution 35:674-688. | Nomen nudum; een synoniem van de Taterillina. |

## Levende geslachten
| Naam          | Auteur                                        | Referentie | Commentaar |
| ------------- | --------------------------------------------- | --- | ---------- |
| Arabitragus   | Ropiquet & Hassanin, 2005                     | Ropiquet, A. & Hassanin, A. 2005. Molecular evidence for the polyphyly of the genus Hemitragus (Mammalia, Bovidae). Molecular Phylogenetics and Evolution 36(1):154-168, July 2005. |            |
| Cryptonanus   | Voss, Lunde & Jansa, 2005                     | Voss, R.S., Lunde, D.P. & Jansa, S.A. 2005. On the Contents of Gracilinanus Gardner & Creighton, 1989, with the Description of a Previously Unrecognized Clade of Small Didelphid Marsupials. American Museum Novitates 3482:1-34, 25 July 2005. |            |
| Hoolock       | Mootnick & Groves, 2005                       | Groves, C.P. & Mootnick, A. 2005. A New Generic Name for the Hoolock Gibbon (Hylobatidae). International Journal of Primatology 26(4):971-976, augustus 2005. |            |
| Laonastes     | Jenkins, Kilpatrick, Robinson & Timmins, 2005 | Jenkins, P.D., Kilpatrick, C.W., Robinson, M.F. & Timmins, R.J. 2005. Morphological and molecular investigations of a new family, genus and species of rodent (Mammalia: Rodentia: Hystricognatha) from Lao PDR. Systematics and Biodiversity 2:419-454. |            |
| Mirimiri      | Helgen, 2005                                  | Helgen, K.M. 2005. Systematics of the Pacific monkey-faced bats (Chiroptera: Pteropodidae), with a new species of Pteralopex and a new Fijian genus. Systematics and Biodiversity 3:433-435. |            |
| Nilgiritragus | Ropiquet & Hassanin, 2005                     | Ropiquet, A. & Hassanin, A. 2005. Molecular evidence for the polyphyly of the genus Hemitragus (Mammalia, Bovidae). Molecular Phylogenetics and Evolution 36(1):154-168, July 2005. |            |
| Pattonomys    | Emmons, 2005                                  | Emmons, L.H. 2005. A Revision of the Genera of Arboreal Echimyidae (Rodentia: Echimyidae, Echimyinae), With Descriptions of Two New Genera. Pp. 247-310 in Lacey, E.A. & Myers, P. 2005. Mammalian Diversification: From Chromosomes to Phylogeography (A Celebration of the Career of James L. Patton). University of California Publications in Zoology 133:i-vii+1-383. |            |
| Santamartamys | Emmons, 2005                                  | Emmons, L.H. 2005. A Revision of the Genera of Arboreal Echimyidae (Rodentia: Echimyidae, Echimyinae), With Descriptions of Two New Genera. Pp. 247-310 in Lacey, E.A. & Myers, P. 2005. Mammalian Diversification: From Chromosomes to Phylogeography (A Celebration of the Career of James L. Patton). University of California Publications in Zoology 133:i-vii+1-383. |            |
| Saxatilomys   | Musser, Smith, Robinson & Lunde, 2005         | Musser, G.G., Smith, A.L., Robinson, M.F. & Lunde, D.P. 2005. Description of a New Genus and Species of Rodent (Murinae, Muridae, Rodentia) from the Khammouan Limestone National Biodiversity Conservation Area in Lao PDR. American Museum Novitates 3497:1-31, 29 november 2005.                                                                                        |            |
| Toromys       | Iack-Ximenes, de Vivo & Percequillo, 2005     | Iack-Ximenes, G.E., Vivo, M. de & Percequillo, A.R. 2005. A new genus for Loncheres grandis Wagner, 1845, with taxonomic comments on other arboreal echimyids (Rodentia, Echimyidae). Arquivos do Museu Nacional, Rio de Janeiro, 63(1):89-112, January-March 2005. |            |
| Xeronycteris  | Gregorin & Ditchfield, 2005                   | Gregorin, R. & Ditchfield, A.D. 2005. New genus and species of nectar-feeding bat in the tribe Lonchophyllini (Phyllostomidae: Glossophaginae) from northeastern Brazil. Journal of Mammalogy 86(2):403-414. |            |

## Levende soorten
| Naam                      | Auteur                                                                     | Referentie | Commentaar                                          |
| ------------------------- | -------------------------------------------------------------------------- | --- | --------------------------------------------------- |
| Akodon philipmyersi       | Pardiñas, D'Elía, Cirignoli & Suarez, 2005                                 | Pardiñas, U.F.J., D'Elía, G., Cirignoli, S. & Suarez, P. 2005. A new species of Akodon (Rodentia, Cricetidae) from the northern Campos grasslands of Argentina. Journal of Mammalogy 86(3):462-474.                                                                                               |                                                     |
| Anoura fistulata          | Muchhala, Mena V. & Albuja V., 2005                                        | Muchhala, N., Mena V., P. & Albuja, V., L. 2005. A new species of Anoura (Chiroptera: Phyllostomidae) from the Ecuadorian Andes. Journal of Mammalogy 86(3):457-461. |                                                     |
| Avahi cleesei             | Thalmann & Geissmann, 2005                                                 | Thalmann, U. & Geissmann, T. 2005. New Species of Woolly Lemur Avahi (Primates: Lemuriformes) in Bemaraha (Central Western Madagascar). American Journal of Primatology 67:371-376. |                                                     |
| Chrotomys sibuyanensis    | Rickart, Heaney, Goodman & Jansa, 2005                                     | Rickart, E.A., Heaney, L.R., Goodman, S.M. & Jansa, S. 2005. Review of the Philippine genera Chrotomys and Celaenomys (Murinae) and description of a new species. Journal of Mammalogy 86(2):415-428, April 2005.                                                                                 |                                                     |
| Congosorex phillipsorum   | Stanley, Hutterer & Rogers, 2005                                           | Stanley, W.T., Rogers, M.A. & Hutterer, R. 2005. A new species of Congosorex from the Eastern Arc Mountains, Tanzania, with significant biogeographical implications. Journal of Zoology, London 265:269-280.                                                                                     |                                                     |
| Echimys vieirai           | Iack-Ximenes, de Vivo & Percequillo, 2005                                  | Iack-Ximenes, G.E., de Vivo, M. & Percequillo, A.R. 2005. A new species of Echimys Cuvier, 1809 (Rodentia, Echimyidae) from Brazil. Papéis Avulsos de Zoologia 45(5):51-60. |                                                     |
| Habromys schmidlyi        | Romo-Vázquez, León-Paniagua & Sánchez, 2005                                | Romo-Vázquez, E., León-Paniagua, L. & Sánchez, O. 2005. A new species of Habromys (Rodentia: Neotominae) from México. Proceedings of the Biological Society of Washington 118(3):605-618. |                                                     |
| Hydromys ziegleri         | Helgen, 2005                                                               | Helgen, K.M. 2005. The amphibious murines of New Guinea (Rodentia, Muridae): the generic status of Baiyankamys and description of a new species of Hydromys. Zootaxa 913:1-20, 21 March 2005. |                                                     |
| Hylomyscus arcimontensis  | Carleton & Stanley, 2005                                                   | Carleton, M.D. & Stanley, W.T. 2005. Review of the Hylomyscus denniae complex (Rodentia: Muridae) in Tanzania, with a description of a new species. Proceedings of the Biological Society of Washington 118(3):619-646.                                                                           |                                                     |
| Kobus anselli             | Cotterill, 2005                                                            | Cotterill, F.P.D. 2005. The Upemba lechwe, Kobus anselli: an antelope new to science emphasizes the conservation importance of Katanga, Democratic Republic of Congo. Journal of Zoology (London) 265:113-132.                                                                                    |                                                     |
| Laonastes aenigmamus      | Jenkins, Kilpatrick, Robinson & Timmins, 2005                              | Jenkins, P.D., Kilpatrick, C.W., Robinson, M.F. & Timmins, R.J. 2004. Morphological and molecular investigations of a new family, genus and species of rodent (Mammalia: Rodentia: Hystricognatha) from Lao PDR. Systematics and Biodiversity 2:419-454, 18 April 2005.                           |                                                     |
| Lonchophylla orcesi       | Albuja V. & Gardner, 2005                                                  | Albuja V., L. & Gardner, A.L. 2005. A new species of Lonchophylla Thomas (Chiroptera: Phyllostomatidae) from Ecuador. Proceedings of the Biological Society of Washington 118(2):442-449. |                                                     |
| Macaca munzala            | Sinhal, Dattal, Madhusudanl & Mishral, 2005                                | Sinhal, A., Dattal, A., Madhusudanl, M.D. & Mishral, C. 2005. Macaca munzala: A New Species from Western Arunachal Pradesh, Northeastern India. International Journal of Primatology 26(4):977-989.                                                                                               |                                                     |
| Macrotarsomys petteri     | Goodman & Soarimalala, 2005                                                | Goodman, S.M. & Soarimalala, V. 2005. A new species of Macrotarsomys (Rodentia: Muridae: Nesomyinae) from southwestern Madagascar. Proceedings of the Biological Society of Washington 118(2):450-464.                                                                                            |                                                     |
| Microcebus lehilahytsara  | Roos & Kappeler, 2005                                                      | Kappeler, P.M., Rasoloarison, R.M., Razafimanantsoa, L., Walter, L. & Roos, C. 2005. Morphology, behaviour and molecular evolution of giant mouse lemurs (Mirza spp.) Gray, 1870, with description of a new species. Primate Report 71:3-26, July 2005.                                           |                                                     |
| Mirza zaza                | Kappeler & Roos, 2005                                                      | Kappeler, P.M., Rasoloarison, R.M., Razafimanantsoa, L., Walter, L. & Roos, C. 2005. Morphology, behaviour and molecular evolution of giant mouse lemurs (Mirza spp.) Gray, 1870, with description of a new species. Primate Report 71:3-26, July 2005.                                           |                                                     |
| Moschiola kathygre        | Groves & Meijaard, 2005                                                    | Groves, C.P. & Meijaard, E. 2005. Interspecific variation in Moschiola, the Indian chevrotain. The Raffles Bulletin of Zoology Suppl. 12:413-421. |                                                     |
| Murina harrisoni          | Csorba & Bates, 2005                                                       | Csorba, G. & Bates, P.J.J. 2005. Description of a new species of Murina from Cambodia (Chiroptera: Vespertilionidae: Murininae). Acta Chiropterologica 7(1):1-7. |                                                     |
| Myoictis leucura          | Woolley, 2005                                                              | Woolley, P.A. 2005. Revision of the Three-striped Dasyures, Genus Myoictis (Marsupialia: Dasyuridae), of New Guinea, With Description of a New Species. Records of the Australian Museum 57:321-340.                                                                                              |                                                     |
| Myotis dieteri            | Happold, 2005                                                              | Happold, M. 2005. A new species of Myotis (Chiroptera: Vespertilionidae) from central Africa. Acta Chiropterologica 7(1):9-21. |                                                     |
| Natalus lanatus           | Tejedor, 2005                                                              | Tejedor, A. 2005. A new species of funnel-eared bat (Natalidae: Natalus) from Mexico. Journal of Mammalogy 86(6):1109-1120. |                                                     |
| Neusticomys ferreirai     | Percequillo, Carmignotto & de J. Silva, 2005                               | Percequillo, A.R., Carmignotto, A.P. & de J. Silva, M.J. 2005. A new species of Neusticomys (Ichthyomyini, Sigmodontinae) from Central Brazilian Amazonia. Journal of Mammalogy 86(5):873-880. |                                                     |
| Oligoryzomys moojeni      | Weksler & Bonvicino, 2005                                                  | Weksler, M. & Bonvicino, C.R. 2005. Taxonomy of pygmy rice rats genus Oligoryzomys Bangs, 1900 (Rodentia, Sigmodontinae) of the Brazilian Cerrado, with the description of two new species. Arquivos do Museu Nacional, Rio de Janeiro 63(1):113-130, January-March 2005.                         |                                                     |
| Oligoryzomys rupestris    | Weksler & Bonvicino, 2005                                                  | Weksler, M. & Bonvicino, C.R. 2005. Taxonomy of pygmy rice rats genus Oligoryzomys Bangs, 1900 (Rodentia, Sigmodontinae) of the Brazilian Cerrado, with the description of two new species. Arquivos do Museu Nacional, Rio de Janeiro 63(1):113-130, January-March 2005.                         |                                                     |
| Orcaella heinsohni        | Beasley, Robertson & Arnold, 2005                                          | Beasley, I., Robertson, K.M. & Arnold, P. 2005. Description of a new dolphin, the Australian snubfin dolphin Orcaella heinsohni sp. n. (Cetacea, Delphinidae). Marine Mammal Science 21(3):365-400.                                                                                               |                                                     |
| Oryzomys acritus          | Emmons & Patton, 2005                                                      | Emmons, L.H. & Patton, J.L. 2005. A New Species of Oryzomys (Rodentia: Muridae) from Eastern Bolivia. American Museum Novitates 3478:1-26, 25 July 2005. |                                                     |
| Platyrrhinus albericoi    | Velazco, 2005                                                              | Velazco, P.M. 2005. Morphological phylogeny of the Bat Genus Platyrrhinus Saussure, 1860 (Chiroptera: Phyllostomidae), with the Description of Four New Species. Fieldiana Zoology (n.s.) 105:1-53.                                                                                               |                                                     |
| Platyrrhinus ismaeli      | Velazco, 2005                                                              | Velazco, P.M. 2005. Morphological phylogeny of the Bat Genus Platyrrhinus Saussure, 1860 (Chiroptera: Phyllostomidae), with the Description of Four New Species. Fieldiana Zoology (n.s.) 105:1-53.                                                                                               |                                                     |
| Platyrrhinus masu         | Velazco, 2005                                                              | Velazco, P.M. 2005. Morphological phylogeny of the Bat Genus Platyrrhinus Saussure, 1860 (Chiroptera: Phyllostomidae), with the Description of Four New Species. Fieldiana Zoology (n.s.) 105:1-53.                                                                                               |                                                     |
| Platyrrhinus matapalensis | Velazco, 2005                                                              | Velazco, P.M. 2005. Morphological phylogeny of the Bat Genus Platyrrhinus Saussure, 1860 (Chiroptera: Phyllostomidae), with the Description of Four New Species. Fieldiana Zoology (n.s.) 105:1-53.                                                                                               |                                                     |
| Pseudohydromys germani    | Helgen, 2005                                                               | Helgen, K.M. 2005. A new species of murid rodent (genus Mayermys) from south-eastern New Guinea. Mammalian Biology 70(1):61-67. | Oorspronkelijk beschreven in het geslacht Mayermys. |
| Pteralopex flanneryi      | Helgen, 2005                                                               | Helgen, K.M. 2005. Systematics of the Pacific monkey-faced bats (Chiroptera: Pteropodidae), with a new species of Pteralopex and a new Fijian genus. Systematics and Biodiversity 3:433-435. |                                                     |
| Rhinolophus chiewkweeae   | Yoshiyuki & Lim, 2005                                                      | Yoshiyuki M. & Lim B.L. 2005. A new horseshoe bat, Rhinolophus chiewkweeae (Chiroptera, Rhinolophidae), from Malaysia. Bulletin of the National Science Museum (A)31(1):29-36. |                                                     |
| Rhipidomys cariri         | Tribe, 2005                                                                | Tribe, C.J. A new species of Rhipidomys (Rodentia, Muroidea) from North-Eastern Brazil. Arquivos do Museu Nacional, Rio de Janeiro, 63(1):131-146, January-March 2005. |                                                     |
| Rungwecebus kipunji       | Ehardt, Butynski, Jones & Davenport, 2005                                  | Ehardt, C.L., Butynski, T.M., Jones, T. & Davenport, T.R.B. in Jones, T., Ehardt, C.L., Butynski, T.M., Davenport, T.R.B., Mpunga, N.E., Machaga, S.J., De Luca, D.W. 2005. The Highland Mangabey Lophocebus kipunji: A New Species of African Monkeey. Science 308(5725):1161-1164, 20 May 2005. |                                                     |
| Saxatilomys paulinae      | Musser, Smith, Robinson & Lunde, 2005                                      | Musser, G.G., Smith, A.L., Robinson, M.F. & Lunde, D.P. 2005. Description of a New Genus and Species of Rodent (Murinae, Muridae, Rodentia) from the Khammouan Limestone National Biodiversity Conservation Area in Lao PDR. American Museum Novitates 3497:1-31, 29 november 2005.               |                                                     |
| Scotophilus tandrefana    | Goodman, Jenkins & Ratrimomanarivo, 2005                                   | Goodman, S.M., Jenkins, R.K.B. & Ratrimomanarivo, F.H. 2005. A review of the genus Scotophilus (Mammalia, Chiroptera, Vespertilionidae) on Madagascar, with the description of a new species. Zoosystema 27(4):867-882.                                                                           |                                                     |
| Sturnira sorianoi         | Sánchez-Hernández, Romero-Almaraz & Schnell, 2005                          | Sánchez-Hernández, C., Romero-Almaraz, M.L. & Schnell, G.D. 2005. New species of Sturnira (Chiroptera: Phyllostomidae) from northern South America. Journal of Mammalogy 86(5):866-872. |                                                     |
| Voalavo antsahabensis     | Goodman, Rakotondravony, Randriamanantsoa & Rakotomalala-Razanahoera, 2005 | Goodman, S.M., Rakotondravony, D., Randriamanantsoa, H.N. & Rakotomalala-Razanahoeraa, M. 2005. A new species of rodent from the montane forest of central eastern Madagascar (Muridae: Nesomyinae: Voalavo). Proceedings of the Biological Society of Washington 118(4):863–873.                 |                                                     |
| Wiedomys cerradensis      | Gonçalves, Almeida & Bonvicino, 2005                                       | Gonçalves, P.R., Almeida, F.C. & Bonvicino, C.R. 2005. A new species of Wiedomys (Rodentia: Sigmodontinae) from Brazilian Cerrado. Mammalian Biology (Zeitschrift für Säugetierkunde) 70(1):46:60.                                                                                                |                                                     |
| Xeronycteris vieirai      | Gregorin & Ditchfield, 2005                                                | Gregorin, R. & Ditchfield, A.D. 2005. New genus and species of nectar-feeding bat in the tribe Lonchophyllini (Phyllostomidae: Glossophaginae) from northeastern Brazil. Journal of Mammalogy 86(2):403-414.                                                                                      |                                                     |

## Levende ondersoorten
| Naam                                | Auteur               | Referentie | Commentaar |
| ----------------------------------- | -------------------- | --- | ---------- |
| Ailuropoda melanoleuca qinlingensis | Wan, Wu & Fang, 2005 | Wan, Q-H., Wu, H. & Fang, S.-G. 2005. A new subspecies of giant panda (Ailuropoda melanoleuca) from Shaanxi, China. Journal of Mammalogy 86(2):397-402. |            |
| Murina ussuriensis katerinae        | Kruskop, 2005        | Kruskop, S.V. 2005. Towards the taxonomy of the Russian Murina (Vespertilionidae, Chiroptera). Russian Journal of Theriology 4(2):91-99. |            |
| Rhipidomys cariri baturiteensis     | Tribe, 2005          | Tribe, C.J. 2005. A new species of Rhipidomys (Rodentia, Muroidea) from North-Eastern Brazil. Arquivos do Museu Nacional, Rio de Janeiro, 63(1):131-146. |            |
| Rhipidomys cariri cariri            | Tribe, 2005          | Tribe, C.J. 2005. A new species of Rhipidomys (Rodentia, Muroidea) from North-Eastern Brazil. Arquivos do Museu Nacional, Rio de Janeiro, 63(1):131-146. |            |
| Sorex caecutiens hallamontanus      | Abe & Oh, 2005       | Ohdachi, S.D., Abe, H., Oh, H.S. & Han, S.H. 2005. Morphological relationships among populations in the Sorex caecutiens/shinto group (Eulipotyphla, Soricidae) in East Asia, with a description of a new subspecies from Cheju Island, Korea. Mammalian Biology (Zeitschrift für Säugetierkunde) 70(6):345-358. |            |